# Фауна Бангладеш

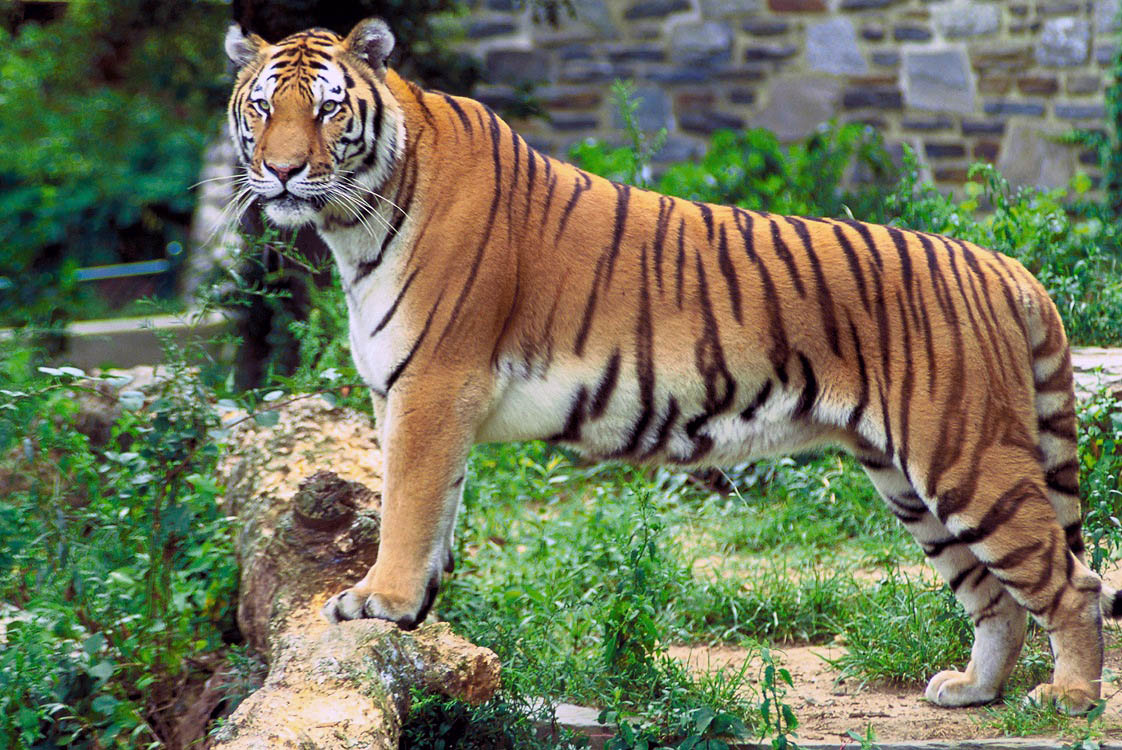
Бенгальский тигр — национальное животное Бангладеш

Фауна Бангладеш — один из основных компонентов природы Бангладеш. По неполным данным, в Бангладеш обитает около 1600 видов позвоночных и около 1000 видов беспозвоночных. Позвоночные включают ориентировочно 22 вида земноводных, 708 видов рыб, 126 видов пресмыкающихся, 628 видов птиц и 113 видов млекопитающих. Беспозвоночные включают 30 видов тлей, 20 видов пчёл, 178 видов жесткокрылых, 135 видов двукрылых, 400 видов пауков, 150 видов чешуекрылых, 52 вида десятиногих ракообразных, 30 видов веслоногих ракообразных, 2 вида морских звёзд, и несколько видов голотурий и морских ежей.

## Биоразнообразие
Разнообразие экологических условий в Бангладеш, включающее длинное морское побережье, множество рек с притоками, озера и другие типы водоемов, низинные вечнозеленые тропические леса, полувечнозеленые леса, леса на возвышенностях, влажные тропические леса, болота и равнины с высокой травой, обеспечивает видовое разнообразие в стране. Тем не менее, из-за возрастающей численности населения, незапланированной урбанизации, развития промышленности и расширения сельскохозяйственных угодий, экологическая структура Бангладеш разрушается. Вследствие этого некоторые виды вымерли, а многие другие находятся под угрозой.

## Беспозвоночные

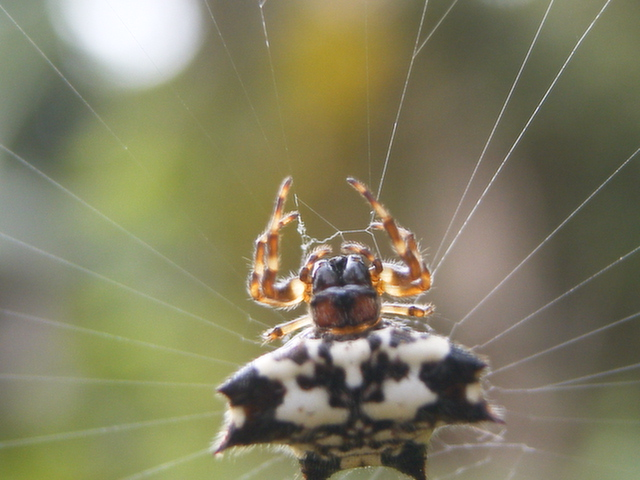
Паук-кругопряд в Читтагонге

Всего в Бангладеш зафиксировано 1000 беспозвоночных животных. Из 18 обитающих в стране видов пчёл 11 — одиночные пчёлы. Оставшиеся включают 4 вида медоносных пчёл, 2 вида шмелей и один вид безжальной пчелы. Помимо пчёл, на территории страны обитают и другие перепончатокрылых, включая 150 видов муравьев.
В Бангладеш обитает 35 видов скарабеинов из 6 родов. 30 из них питаются растениями. Самый распространенный род — калоеды. Также здесь обитает 93 вида божьих коровок и 20 видов светляков.
Наиболее распространенные домашние двукрылые: комнатная муха, малая комнатная муха, осенняя жигалка, синяя падальная муха, зеленые падальницы и серые мясные мухи. Из двукрылых, живущих в дикой природе распространены мошки, златоглазики, слепни, журчалки и комары-долгоножки. Помимо них, в Бангладеш обитает 113 видов настоящих комаров, из которых наиболее часто встречаются насекомые из родов Anopheles, Culex, Aëdes, Mansonia, Psorophora и Haemagogus.
В стране зафиксировано более 400 видов пауков, входящих в 134 рода и 22 семейства. Наиболее распространенное семейство — пауки-кругопряды.
Из 124 зафиксированных видов бабочек, большинство обитает в северо-восточных и южно-восточных регионах. Среди них несколько встречающихся в стране видов молей, наиболее распространенные из которых: Scirpophaga incertulas, Chilo polychrysus, Cnaphalocrocis medinalis, Achyra nudalis, Scirpophaga nivella, Leucinodes orbonalis, Corcyra cephalonica и Plodia interpunctella.
Многие виды ракообразных также были обнаружены в Бангладеш. Было зафиксировано 4 вида пресноводных и 11 видов морских крабов, наиболее промысловый из них на морском побережье — Scylla serrata. В прибрежной зоне было найдено два вида крабоидов. Из креветок в стране обитают 10 пресноводных и 19 морских видов. В Бенгальском заливе обнаружено 6 видов омаров, наиболее коммерчески важные из которых Panulirus polyphagus и Thenus orientalis. Из 20 встречающихся в Бангладеш видов пресноводных копеподов, наиболее распространены животные из рода дафний.

## Позвоночные

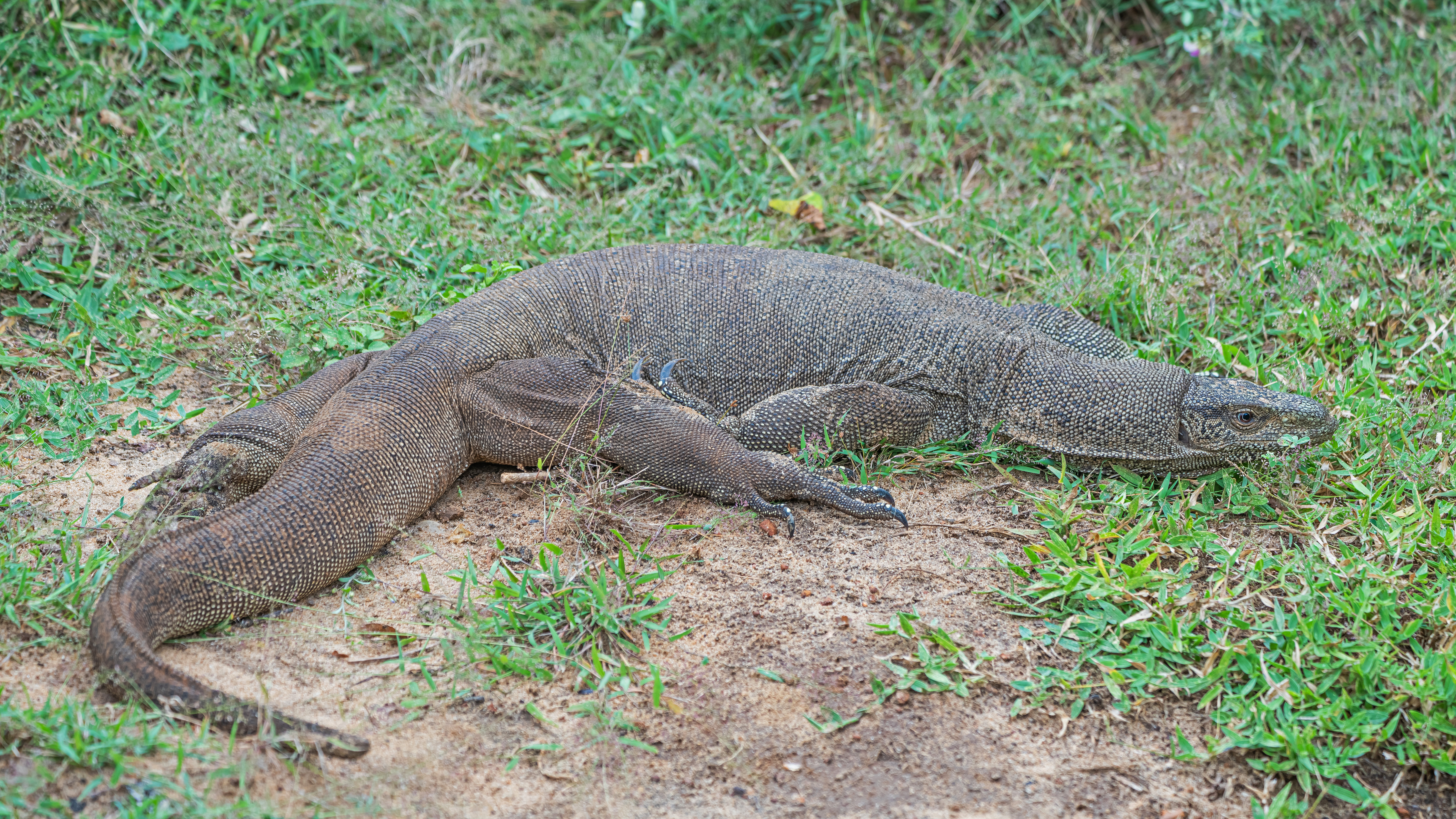
Бенгальский варан обитает в Бангладеш

В Бангладеш зафиксировано 1600 видов позвоночных животных. Наибольшая часть из них представлена рыбами. Из 708 известных видов рыб 442 — морские рыбы, а остальные обитают в пресной или солоноватой воде. Морские рыбы Бангладеш разделены на 18 отрядов и 123 семейства. Они включают 56 видов хрящевых рыб и 286 видов костных рыб. 266 видов рыб внутренних водоемов принадлежат к 61 семействам, наиболее распространенным из которых является семейство карповых, к которому здесь относится 61 вид. Помимо этого, в пресных водах Бангладеш обнаружено 55 видов сомообразных.
Земноводные в Бангладеш представлены только видами из отряда бесхвостых. Из 22 видов земноводных 8 находятся под угрозой исчезновения. Среди 126 зафиксированных видов пресмыкающихся, 17 — морские. Из оставшихся 109 видов два — крокодилы, 21 — черепахи, 18 — ящерицы и 69 — змеи. В 17 морских видов рептилий входят 12 змей и 5 черепах.
В Бангладеш обитает 628 видов птиц, которые делятся на 16 отрядов и 67 семейств. 276 видов принадлежат к отряду воробьинообразных. 240 видов птиц в стране (включая 105 воробьинообразных) — мигрирующие. Среди млекопитающих Бангладеш всего три вида морских и все они принадлежат к отряду китообразных. Остальные 110 видов млекопитающих делятся на 12 отрядов и 35 семейств.